# Didymodon rubiginosus
Didymodon rubiginosus là một loài rêu trong họ Pottiaceae. Loài này được (Müll. Hal.) Broth. mô tả khoa học đầu tiên năm 1902.